# Guerino Vanoli Basket 2021-2022
Questa voce raccoglie le informazioni riguardanti la Guerino Vanoli Basket nelle competizioni ufficiali della stagione 2021-2022.

## Stagione
La stagione 2021-2022 della Guerino Vanoli Basket sponsorizzata Vanoli, è la 13ª nel massimo campionato italiano di pallacanestro, la Serie A.

## Roster
Aggiornato al 25 gennaio 2022.
| Vanoli Cremona 2021-22 | Vanoli Cremona 2021-22 |
| Giocatori              | Staff tecnico          |
| ---------------------- | ---------------------- |

| N. | Naz.                                   | Ruolo | Nome               | Anno | Alt.   | Peso   |  |
| -- | -------------------------------------- | ----- | ------------------ | ---- | ------ | ------ |  |
| 0  | Nigeria (bandiera) · Italia (bandiera) | AC    | Destiny Agbamu     | 2003 | 204 cm | 92 kg  |  |
| 1  | Senegal (bandiera)                     | C     | Malik Dime         | 1992 | 206 cm | 100 kg |  |
| 1  | Italia (bandiera)                      | AP    | Mauro Zacchigna    | 2004 | 195 cm |        |  |
| 2  | Stati Uniti (bandiera)                 | G     | Jalen Harris       | 1998 | 196 cm | 88 kg  |  |
| 3  | Costa d'Avorio (bandiera)              | AG    | Ismael Sanogo      | 1996 | 203 cm | 95 kg  |  |
| 4  | Stati Uniti (bandiera)                 | C     | Jamuni McNeace     | 1996 | 208 cm | 101 kg |  |
| 5  | Italia (bandiera)                      | G     | Filippo Gallo      | 2004 | 188 cm |        |  |
| 6  | Italia (bandiera)                      | GA    | Andrea Pecchia     | 1997 | 197 cm | 90 kg  |  |
| 8  | Italia (bandiera)                      | P     | Giuseppe Poeta (C) | 1985 | 190 cm | 82 kg  |  |
| 9  | Italia (bandiera)                      | P     | Matteo Spagnolo    | 2003 | 194 cm | 88 kg  |  |
| 10 | Italia (bandiera)                      | P     | Tommaso Vecchiola  | 2004 |        |        |  |
| 11 | Italia (bandiera)                      | P     | Nicholas Errica    | 2005 | 182 cm |        |  |
| 11 | Lettonia (bandiera)                    | PG    | Emils Ivanovskis   | 2005 | 176 cm |        |  |
| 12 | Lettonia (bandiera)                    | AG    | Verners Kohs       | 1997 | 203 cm | 95 kg  |  |
| 13 | Stati Uniti (bandiera)                 | A     | Tres Tinkle        | 1996 | 203 cm | 102 kg |  |
| 15 | Italia (bandiera)                      |       | Filippo Galli      | 2005 |        |        |  |
| 25 | Italia (bandiera)                      | PG    | David Cournooh     | 1990 | 187 cm | 88 kg  |  |
| 31 | Stati Uniti (bandiera)                 | AP    | Malcolm Miller     | 1993 | 201 cm | 95 kg  |  |
| 33 | Lituania (bandiera)                    | G     | Adas Juškevičius   | 1989 | 194 cm | 92 kg  |  |
| 41 | Croazia (bandiera)                     | C     | Ivica Radić        | 1990 | 208 cm | 111 kg |  |
|    | Italia (bandiera)                      | AG    | Alessandro Mori    | 2001 |        |        |  |
| -  | Italia (bandiera)                      | AC    | Giacomo Zanetti    | 2005 | 203 cm |        |  |

| Allenatore |
| - Paolo Galbiati                                                                                                 |
| Assistente/i |
| - Pierluigi Brotto - Federico Perego - Roberto Spoto Legenda - (C) Capitano - (IN) Inattivo - Infortunato Roster |

## Mercato

### Sessione estiva
| Acquisti | Acquisti          | Acquisti           | Acquisti   | Acquisti |
| R.a      | Nome              | da                 | Modalità   |          |
| -------- | ----------------- | ------------------ | ---------- | -------- |
| ALL      | Federico Perego   | V.L. Pesaro        | svincolato |          |
| AG       | Ismael Sanogo     | Free agent         | svincolato |          |
| GA       | Andrea Pecchia    | Pall. Cantù        | svincolato |          |
| C        | Jamuni McNeace    | Crailsheim Merlins | svincolato |          |
| P        | Matteo Spagnolo   | Real Madrid        | prestito   |          |
| AC       | Destiny Agbamu    | Orange1 Bassano    | prestito   |          |
| G        | Jalen Harris      | Toronto Raptors    | svincolato |          |
| A        | Tres Tinkle       | Raptors 905        | svincolato |          |
| AP       | Malcolm Miller    | S.L.C. Stars       | svincolato |          |
| C        | Ivica Radić       | Pall. Forlì 2.015  | svincolato |          |
| P        | Tommaso Vecchiola | Brescia            | svincolato |          |

| Cessioni | Cessioni        | Cessioni           | Cessioni       | Cessioni |
| R.       | Nome            | a                  | Modalità       |          |
| -------- | --------------- | ------------------ | -------------- | -------- |
| AC       | Jarvis Williams | Rytas Vilnius      | fine contratto |          |
| PG       | T.J. Williams   | Mac. Rishon LeZion | fine contratto |          |
| C        | Marcus Lee      | Yalovaspor         | fine contratto |          |
| C        | Andrea Donda    | Círculo Gijón      | fine contratto |          |
| A        | Daulton Hommes  | N.O. Pelicans      | fine contratto |          |
| G        | Lazar Trunić    | Monferrato Basket  | fine contratto |          |
| G        | Jaylen Barford  | Astana             | fine contratto |          |

### Dopo l'inizio della stagione
| Acquisti | Acquisti         | Acquisti           | Acquisti        | Acquisti   |
| R.       | Nome             | da                 | Data            | Modalità   |
| -------- | ---------------- | ------------------ | --------------- | ---------- |
| C        | Malik Dime       | Mac. Rishon LeZion | 2 dicembre 2021 | svincolato |
| AG       | Verners Kohs     | Liepājas lauvas    | 25 gennaio 2022 | svincolato |
| G        | Adas Juškevičius | Parma Perm'        | 7 marzo 2022    | svincolato |
| AG       | Alessandro Mori  |                    | 28 aprile 2022  | svincolato |

| Cessioni | Cessioni       | Cessioni        | Cessioni        | Cessioni    |
| R.       | Nome           | a               | Data            | Modalità    |
| -------- | -------------- | --------------- | --------------- | ----------- |
| C        | Ivica Radić    | Free agent      | 15 ottobre 2021 | risoluzione |
| AP       | Malcolm Miller | Free agent      | 24 gennaio 2022 | risoluzione |
| G        | Jalen Harris   | Free agent      | 16 marzo 2022   | risoluzione |
| PG       | David Cournooh | Scafati Basket  | 25 aprile 2022  | risoluzione |
| AG       | Verners Kohs   | U.C.C. Piacenza | 5 maggio 2022   | rescissione |